# Mujeres en Argentina
La situación de las mujeres en Argentina ha cambiado significativamente tras el regreso de la democracia en 1983 y han logrado un nivel relativamente alto de igualdad. En el Informe Global de Brecha de Género de 2021, elaborado por el Foro Económico Mundial, las mujeres argentinas ocuparon el mejor puesto en América del Sur.
En la educación argentina, las mujeres tienen tasas de escolarización más altas que los hombres en todos los niveles. Además, están bien integradas en la vida cultural, intelectual y política de la nación: con personalidades como la deportista Luciana Aymar o la jueza Elena Highton. Argentina ha tenido dos presidentas mujeres: María Estela Martínez de Perón (1974-1976) y Cristina Fernández de Kirchner (2007-2015), siendo esta última la única mujer argentina elegida para ocupar la primera magistratura. Además, un total de cuatro mujeres han sido vicepresidentas, además de las ya citadas Martínez de Perón (1973-1974) y Fernández de Kirchner (2019-2023), han ejercido el cargo Gabriela Michetti (2015-2019) y Victoria Villarruel (2023-presente).
Un punto bajo es su influencia económica, aunque es mayor que en la mayoría de los países latinoamericanos e históricamente numerosas mujeres argentinas ocuparon altos cargos en el mundo corporativo nacional.
Sin embargo, las mujeres aun enfrentan duros desafíos: la violencia doméstica en Argentina es un problema grave, preocupan los numerosos femicidios, obstáculos para el enjuiciamiento oportuno de la violación, la prevalencia del acoso sexual que no es delito y una persistente diferencia salarial de género.

## Historia

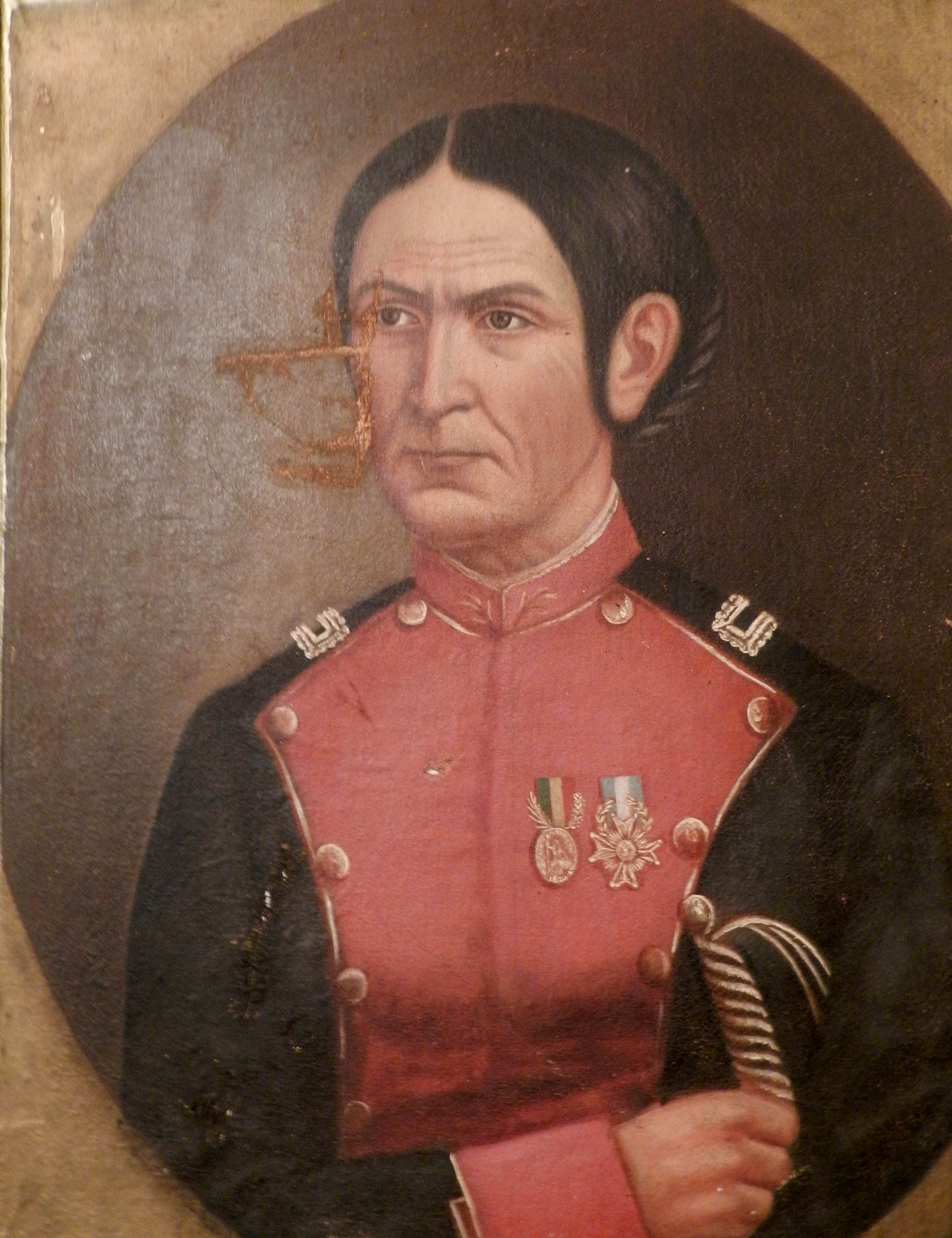
Juana Azurduy, generala de la Guerra de Independencia.

A principios del siglo XIX, Argentina era gobernada por la corona española mediante el Virreinato del Río de la Plata. Con la Revolución de Mayo, se inició la guerra de independencia en 1810.
Una de las participantes del conflicto fue Juana Azurduy, quien ahora es honrada por Argentina y Bolivia como contribuyente a la independencia. En 2009 la presidenta Cristina Fernández, ascendió a Azurduy al rango de generala.
En 1869, Argentina inició la contratación de maestras estadounidenses, política del presidente Domingo Sarmiento, para la escolarización de la población y otorgó a las mujeres un papel educativo central. Juana Manso de esta manera es la mujer argentina más importante, luego de la generala Azurduy, del siglo XIX.

### sigloXX

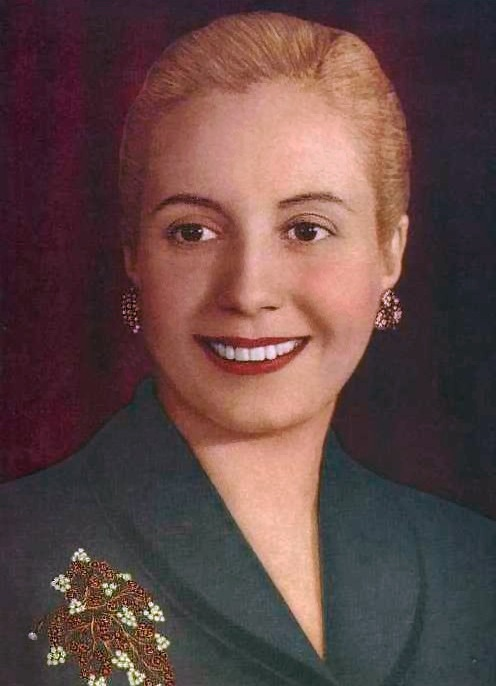
Eva Duarte a sus 28 años, 1947.

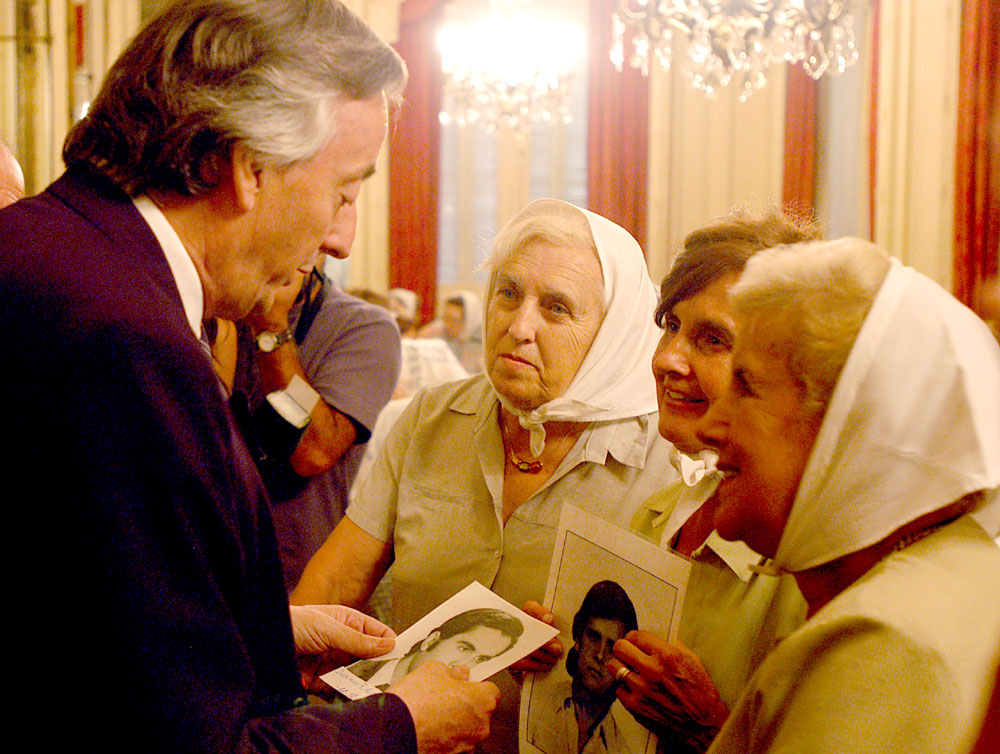
Las Madres de Plaza de Mayo con el presidente Néstor Kirchner.

Durante los años 1930, la líder comunista Fanny Edelman formó parte de las Brigadas Internacionales en defensa de la Segunda República Española y se convirtió en una figura internacional que representaba el feminismo. Participó en la creación de la Unión de Mujeres de Argentina en 1937 y en 1972 se convirtió en jefa de la Federación Democrática Internacional de Mujeres. Fue presidenta honoraria del Partido Comunista argentino hasta su muerte en 2011.
La primera dama Eva Duarte, fue la mujer argentina más importante del siglo XX y ayudó a mejorar el papel de la mujer en la sociedad argentina hasta su muerte en 1952. Como esposa del presidente Juan Perón, dirigió el Partido Peronista Femenino mediante el cual en 1947 logró sancionar la Ley 13.010 de sufragio femenino y a través de la Fundación Eva Perón financió mayores oportunidades para las mujeres pobres; como los estudios de enfermería.
Las mujeres jugaron el papel más importante como opositoras del Proceso de Reorganización Nacional, la última dictadura de Argentina, a fines de los años 1970. El establecimiento de las Madres de Plaza de Mayo, un grupo dirigido por las madres de los desaparecidos de lesa humanidad, visualizó internacionalmente los crímenes de la Junta Militar.
Los derechos progresaron de manera significativa tras el retorno de la democracia en 1983. El presidente Raúl Alfonsín promulgó en 1987 la ley de divorcio, resolviendo el estatus legal y económico de 3 millones de mujeres separadas y niños que vivían desamparados financieramente.
La ley de cupo femenino promulgada por el presidente Carlos Menem en 1991, establece que un tercio de los miembros de ambas cámaras del Congreso de la Nación deben ser mujeres; objetivo logrado a través de listas electorales equilibradas.

## Familia
Con respecto a la organización de la vida familiar, Argentina tiene una historia de conservadurismo social y la influencia del catolicismo ha sido muy fuerte en el siglo XX. El divorcio se legalizó recién en 1987 y fue el resultado de una lucha entre diferentes gobiernos y grupos conservadores, en su mayoría liderados por la Iglesia Católica, tras un fallo de la Corte Suprema que también ordenó la igualdad de género entre la esposa y el marido. En 1987 sólo otros tres países latinoamericanos prohibían el divorcio: Paraguay, Colombia (lo legalizó en 1991) y Chile (legalizado en 2004).
El adulterio fue despenalizado en 1995. Finalmente en agosto de 2015 entró en vigencia el Código Civil y Comercial, que modernizó la ley familiar a los estándares internacionales más avanzados.

## Violencia doméstica

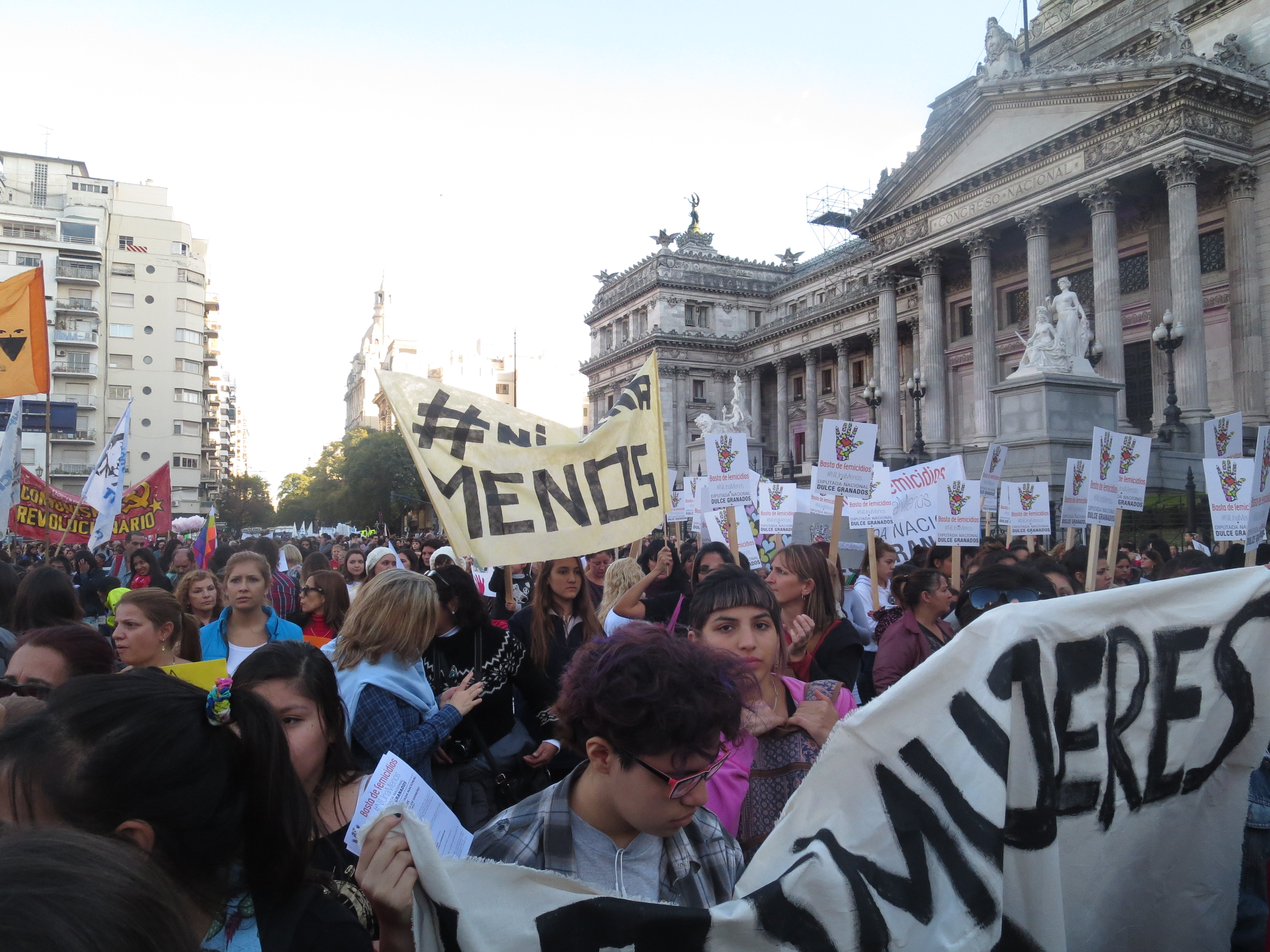
Protesta por la violencia contra la mujer en 2015, Buenos Aires.

En 2009, se promulgó la Ley  N°26.485 para la: protección integral para prevenir, sancionar y erradicar la violencia contra las mujeres en los ámbitos en que desarrollen sus relaciones interpersonales.
Amnistía Internacional informó, en febrero de 2012, que en Argentina una mujer moría cada dos días como consecuencia de la violencia doméstica. La asociación civil La Casa del Encuentro informó: de enero a septiembre de 2013, como resultado de la violencia de género o doméstica; 209 mujeres fueron asesinadas.
En noviembre de 2012, el Congreso aprobó una ley contra el feminicidio. Ésta pena con cadena perpetua a los asesinos de: sus cónyuges, parejas, hijos (homicidio transversal) o de mujeres bajo la circunstancia de violencia de género.
Según el informe mundial de Human Rights Watch de 2018, se reportaron 254 feminicidios y sólo hubo 22 condenas debido al retardo judicial. En 2020, se cometieron 268 femicidios, 60% de los crímenes fueron cometidos por novios, maridos o exparejas y tuvo como escenario la casa de la víctima.

## Tráfico humano
Si bien la prostitución individual es legal, la promoción, facilitación u obligación de personas a prostituirse es ilegal. Argentina es un país de origen, tránsito y destino de la trata sexual de mujeres.
El caso Marita Verón es tristemente célebre por evidenciar públicamente el problema.

## Violación y acoso sexual
El acoso sexual en el sector público está prohibido y está sujeto a medidas disciplinarias o correctivas, pero la petición de favores sexuales (cosificación sexual) no es delito. En algunas jurisdicciones, como la Ciudad Autónoma de Buenos Aires, el acoso sexual puede llevar al despido del abusador, pero en otras, como en la provincia de Santa Fe, la pena máxima es de cinco días de prisión (no excarcelable).
La ley prohíbe la violación conyugal; pero la necesidad de pruebas, ya sea en forma de lesiones físicas claras o el testimonio de un testigo, a menudo ha presentado dificultades para enjuiciar ese delito. Los defensores de los derechos de las mujeres han acusado a la policía, los hospitales y los tribunales de actitudes hostiles contra las víctimas de violencia sexual.
Antes de la Ley N°25.087, promulgada en 1999, los delitos sexuales se clasificaban como «Delitos contra la honestidad» y el concepto de «mujer honesta» aparecía en ciertos delitos sexuales. La reforma cambió su nombre a «Delitos contra la integridad sexual».
La doctrina jurídica argentina, precisamente el cordobés Ricardo Núñez, no consideraba a la felación como violación y evitó la condena de algunos criminales sexuales. Esto fue solucionado por la ley  N°25.087.

## Brecha económica

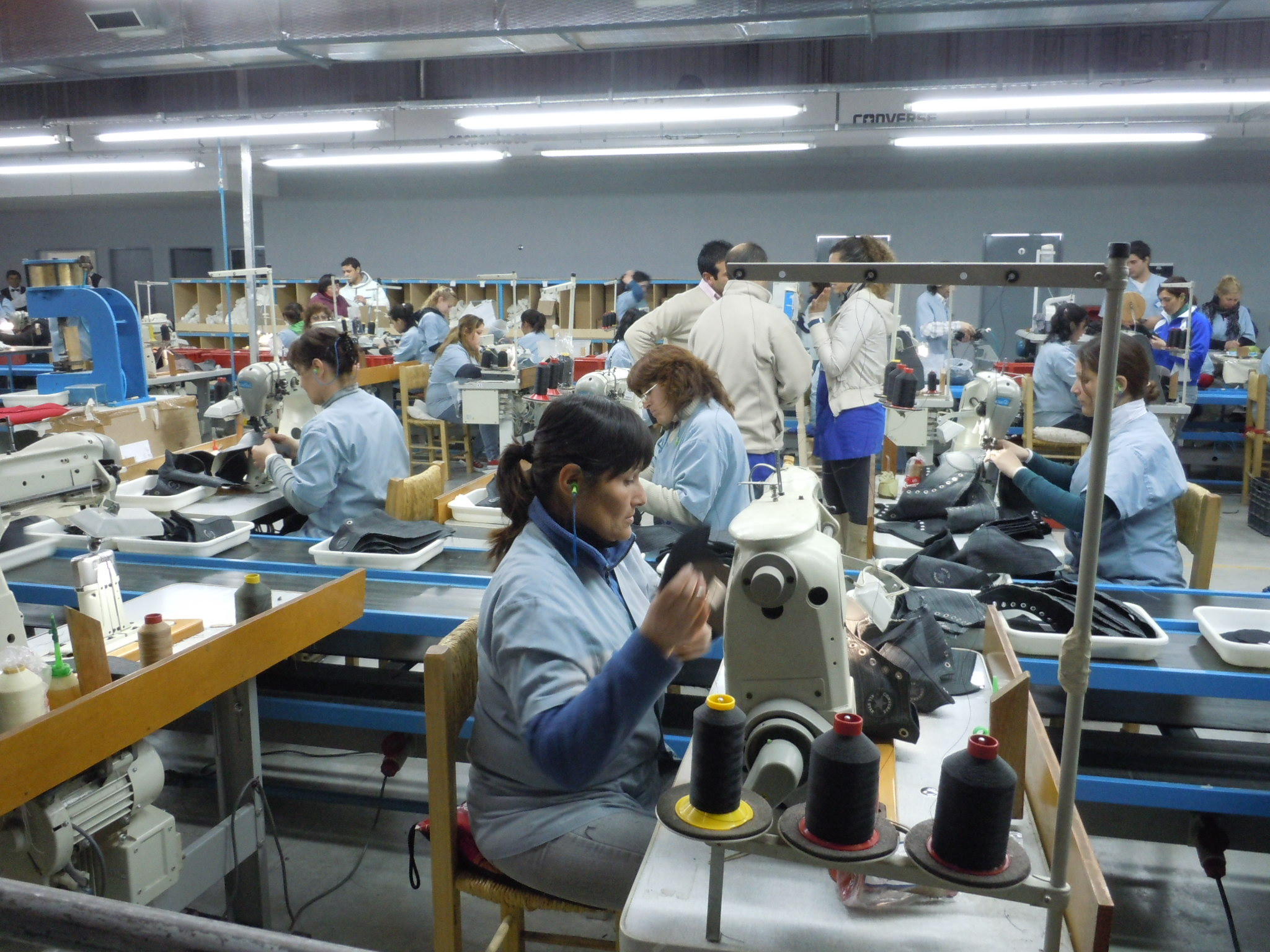
Trabajadores de mujeres en un sportshoes, fábrica en Las Flores, Provincia de Buenos Aires, Argentina

Aunque desde la promulgación del Código Civil en 1869, todos los ciudadanos son considerados iguales y la Constitución Nacional también lo establece en su artículo 16 (Argentina no admite prerrogativas de sangre ni nacimiento: no hay privilegios personales ni títulos nobiliarios. Todos sus habitantes son iguales ante la ley y admisibles al empleo sin ningún otro requisito que su capacidad.), las mujeres a menudo se enfrentan a la discriminación económica y tienen un número desproporcionadamente mayor de empleos mal remunerados. Aproximadamente, el 70 por ciento de las mujeres empleadas fuera del hogar trabajan en trabajos no calificados, aunque más mujeres que hombres tienen títulos universitarios.
Según un estudio de 2007 de la Fundación para la Investigación Económica Latinoamericana (FIEL), los hombres ganaban un 5% más que las mujeres por un trabajo equivalente a tiempo completo en el área del Gran Buenos Aires y ganaban un 21% más que las mujeres por un trabajo equivalente a tiempo parcial. Este desequilibrio está explícitamente prohibido por la ley y se pueden emitir penas de prisión de hasta tres años por discriminación basada en el género.

## Aborto
El aborto fue legalizado, el 30 de diciembre de 2020, hasta las catorce semanas de embarazo. Anteriormente sólo era legal en casos de violación, o cuándo la vida o la salud de la mujer estaba en peligro.
El Código Penal había sido reformado en 2008 para imponer sanciones más estrictas contra las mujeres que abortaban, así como cualquier personal médico implicado en el acto. A pesar de estas sanciones, se estimaba que se realizaban anualmente 500.000 abortos (en comparación con alrededor de 700.000 nacidos vivos); lo que resultaba en al menos 10.000 hospitalizaciones debido a complicaciones y alrededor de 100 muertes (un tercio de toda mortalidad materna).

## Anticoncepción y derechos "reproductivos"
Tradicionalmente, el acceso a los anticonceptivos ha sido desalentado durante mucho tiempo por una sucesión de gobiernos; que en su lugar recompensaron a las familias numerosas con subsidios que aumentaron desproporcionadamente con el séptimo hijo.
Aunque las mujeres argentinas han tenido durante mucho tiempo una de las tasas de natalidad más bajas de América Latina (con un promedio de 2,3 nacimientos por mujer en los últimos años), la política ha tendido a fomentar tasas de natalidad más altas en los estratos más bajos de la sociedad (incluidas las mujeres menos capaces de pagar familias numerosas).
Actualmente, los anticonceptivos son ampliamente utilizados por las mujeres sexualmente activas (en un promedio casi igual al uso de condones por los hombres) y una variedad de productos anticonceptivos se pueden obtener libremente en las farmacias; el gobierno inició su distribución gratuita en 2003. La ley requiere que el gobierno proporcione anticonceptivos gratuitos.

## Administración nacional

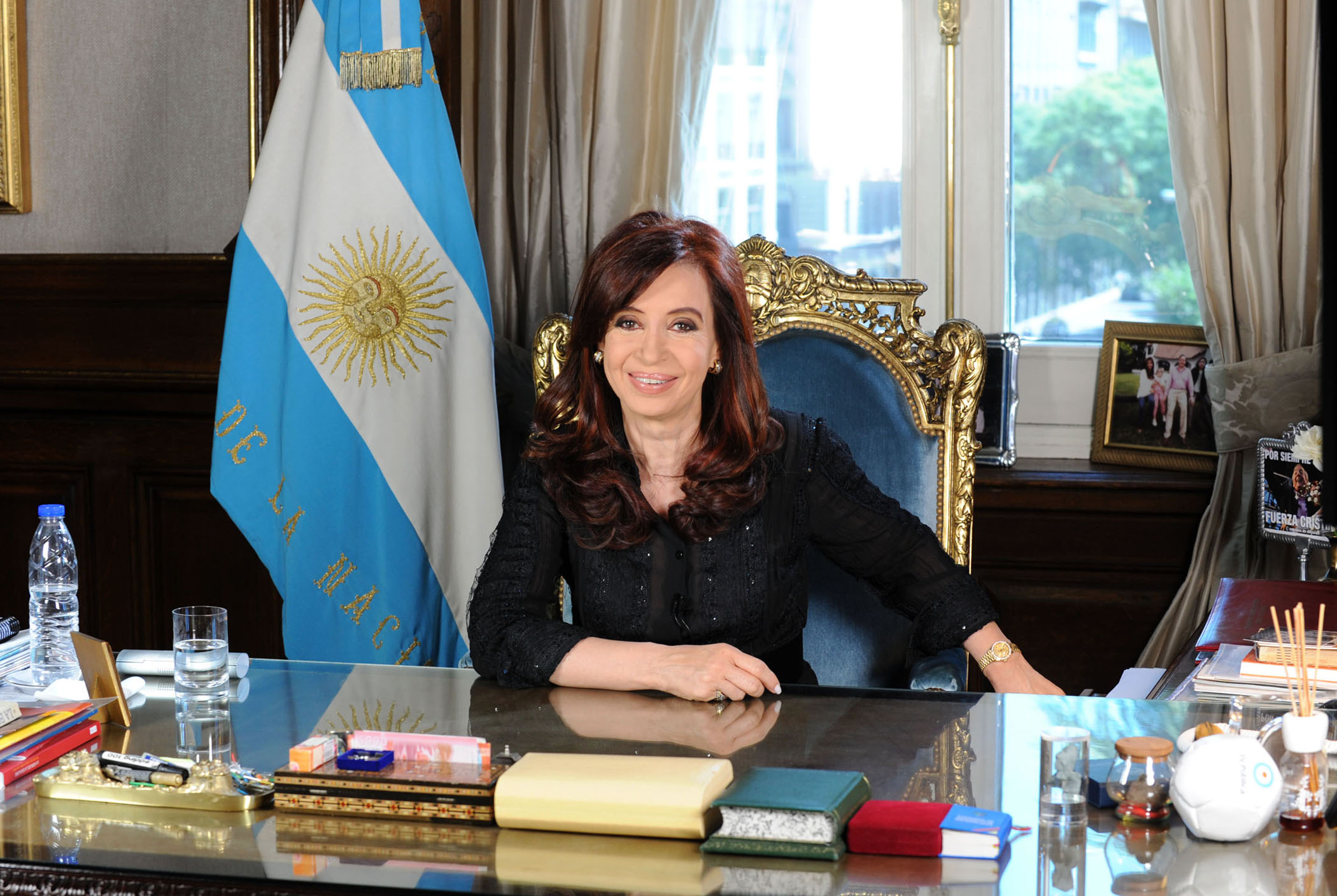
Cristina Fernández de Kirchner enviando un mensaje de fin de año, en diciembre de 2010.

El derecho argentino se heredó principalmente de la ley española, que se basaba en el derecho romano y el derecho canónico. Por tal, las mujeres estaban subordinadas primero a sus padres y luego a sus maridos.
Hasta los años 1940, más de 130 años del país, la política era vista como un dominio masculino. Hoy las mujeres tienen una presencia notable y constituyen más de un tercio del Poder Legislativo. Argentina tuvo dos presidentas: Isabel Martínez (1974–1976) y Cristina Fernández (2007–2015).

## Política de género
Actualmente existe el Ministerio de las Mujeres, Géneros y Diversidad que lleva a cabo programas para promover la igualdad de oportunidades sociales, políticas y económicas para las mujeres.
En 1985, Argentina ratificó la Convención sobre la Eliminación de Todas las Formas de Discriminación contra la Mujer (CEDAW). Ese año se creó del Departamento de la Mujer, bajo los auspicios del presidente Raúl Alfonsín, pero todavía no se han establecido delegaciones provinciales en todo el país.
En 1994, se llevó a cabo la última reforma constitucional. Ésta permitió que algunas leyes comenzaron a abordar la violencia doméstica, facultando a los organismos policiales y a las autoridades judiciales provinciales para establecer medidas preventivas.
Si bien la Argentina ratificó la Convención Interamericana para prevenir, sancionar y erradicar la violencia contra la mujer, no todas sus provincias han promulgado regulaciones para su aplicación.